# 캐리 피셔
캐리 프랜시스 피셔(영어: Carrie Frances Fisher, 1956년 10월 21일 ~ 2016년 12월 27일)는 미국의 배우, 작가, 프로듀서, 그리고 유머 작가다.
그녀는 가수 에디 피셔와 배우 데비 레이놀즈의 딸로, 《스타워즈》 영화 시리즈에서 레아 공주 역을 맡은 것으로 유명하다. 그녀가 참여한 영화로는 《바람둥이 미용사》(1975), 《블루스 브라더스》(1980), 《한나와 그 자매들》(1986), 《유령마을》(1989), 《해리가 샐리를 만났을 때》(1989) 등이 있다.
피셔는 또한 《Edge of Postcards》와 같은 자신의 반자서전 소설, 이와 동명의 영화 각본을 비롯하여 자전적인 논픽션 책 《Wishful Drinking》을 쓰고, 이를 바탕으로 제작된 1인 연극에 참여한 것으로 유명하다. 캐리는 다른 작가의 대본을 검토하는 대본 개작 전문가로도 활동하고 있다. 그녀는 후에 자신의 정신 건강 및 마약 중독에 대한 경험을 대중에게 털어놓아 호평을 받았다.
2016년 12월 27일, 4일 전부터 진행하던 대서양 횡단 비행 중 심장 마비로 인해 향년 60세의 나이에 사망했다.

## 출연 작품
- 스타 워즈 에피소드 4: 새로운 희망
- 스타 워즈 에피소드 5: 제국의 역습
- 스타 워즈 에피소드 6: 제다이의 귀환
- 스타 워즈 에피소드 7: 깨어난 포스
- 스타 워즈 에피소드 8: 라스트 제다이
- 스타워즈: 라이즈 오브 스카이워커 : 레아 역
- 해리가 샐리를 만났을 때
- 스크림 3
- 미녀삼총사 : 맥시멈 스피드
- 섹스 앤 더 시티
- 위즈